# Celaenia olivacea
Celaenia olivacea là một loài nhện trong họ Araneidae.
Loài này thuộc chi Celaenia. Celaenia olivacea được Arthur T. Urquhart. miêu tả năm 1885.